# Cantabrische adder
De Cantabrische adder (Vipera seoanei) is een middelgrote giftige slang uit de familie adders (Viperidae).

## Naam en indeling
De wetenschappelijke naam van de soort werd voor het eerst voorgesteld door Fernand Lataste in 1879. Oorspronkelijk werd de wetenschappelijke naam Vipera berus seoanei gebruikt. De slang werd lange tijd gezien als een ondersoort van de (gewone) adder (Vipera berus). De soortaanduiding seoanei is een eerbetoon aan de Spaanse bioloog Victor Lopez Seoane (1832 - 1900).

### Ondersoorten
De soort wordt verdeeld in twee ondersoorten die onderstaand zijn weergegeven, met de auteur en het verspreidingsgebied.
| Naam                      | Auteur            | Verspreidingsgebied                        |
| ------------------------- | ----------------- | ------------------------------------------ |
| Vipera seoanei seoanei    | Lataste, 1879     | Overige delen van het verspreidingsgebied. |
| Vipera seoanei cantabrica | Braña & Bas, 1983 | Spanje                                     |

## Verspreiding en habitat
De Cantabrische adder komt voor in het uiterste noorden van het Iberisch Schiereiland in Portugal en Spanje. De habitat bestaat uit gematigde bossen, scrublands en graslanden. Ook in door de mens aangepaste streken zoals akkers en weilanden kan de slang worden gevonden. De soort is aangetroffen van zeeniveau tot op een hoogte van ongeveer 1900 meter boven zeeniveau.

## Beschermingsstatus
Door de internationale natuurbeschermingsorganisatie IUCN is de beschermingsstatus 'veilig' toegewezen (Least Concern of LC).